# 테디 스윔스
제이텐 콜린 딤즈데일(Jaten Collin Dimsdale, 1992년 9월 25일 출생)은 테디 스윔스(Teddy Swims)라는 예명으로 알려진 미국의 싱어송라이터이다. 솔, 컨트리, 팝 요소를 포함하는 장르 혼합 음악으로 알려져 있으며, 2019년과 2020년에 유튜브에 곡 커버 영상을 올리면서 팬들을 끌어모으기 시작했다. 스윔스의 세 번째 익스텐디드 플레이인 Tough Love(2022)는 그의 첫 빌보드 200 진입작이 되었다.
스윔스는 2023년 히트 싱글 "Lose Control"을 발표하면서 명성을 얻었는데, 이 곡은 여러 국가의 차트에서 상위 10위 안에 들었고 이듬해 빌보드 핫 100에서 1위를 차지했다. 이 곡은 워너 레코드에서 발매된 스윔스의 데뷔 스튜디오 앨범인 I've Tried Everything but Therapy (Part 1)(2023)의 발매에 앞서 공개되었으며, 이 앨범은 오스트레일리아와 네덜란드의 앨범 차트에서 상위 10위 안에 들었다. 2024년, MTV는 스윔스를 "2월의 푸시 아티스트"로 선정했다.

## 어린 시절
스윔스는 1992년 9월 25일에 태어나 코니어스에서 자랐다. 그의 외할아버지는 오순절 목사였다. 그의 아버지는 마빈 게이, 스티비 원더, 알 그린과 같은 아티스트들을 통해 어린 나이에 그에게 솔 음악을 접하게 해 주었다. 고등학교 뮤지컬 극장은 그에게 공연의 길을 열어주었다. 무대 밖에서는 몇몇 지원적인 선생님들과 함께 좋아하는 가수들의 유튜브 비디오를 검토하며 보컬 기술과 발표 능력을 개발했다. 스윔스의 가족은 미식축구 열광자였다. 그는 샐럼 고등학교(Salem High School)에서 2학년 때까지 10년 동안 축구를 해왔는데, 한 선생님이 그와 그의 팀원 몇 명에게 뮤지컬 극장 수업에 등록할 것을 제안했다. 그 선생님은 또한 그에게 합창단에 가입해야 한다고 말했다.
스윔스는 요셉 어메이징과 렌트 같은 뮤지컬, 그리고 셰익스피어 연극에서 공연하면서 고등학교 극장 경험을 통해 공연에 대한 열정을 발견했다. 그는 피아노와 우쿨렐레를 포함한 악기를 연주하기 시작했으며, 보컬 기술을 개발하는 데 도움이 되도록 가수들의 유튜브 비디오를 시청했다.

## 경력

### 2011–2018: 초기 경력
스윔스는 음악 경력을 시작하며 애틀랜타 지역의 다양한 밴드에 합류했다. 여기에는 얼터너티브 록 밴드 WildHeart와 포스트 하드코어 밴드 Eris뿐만 아니라 솔 및 헤어 메탈 커버 밴드도 포함되었다. 그는 또한 프로그레시브 록/R&B/솔 밴드 Elefvnts의 리드 싱어였다.

### 2019: 타일러 카터 투어 및 커버 공연
2019년, 스윔스의 친구 애디 맥스웰(Addy Maxwell)은 그가 만든 비트 위에 랩을 해보라고 초대했고, 그 덕분에 둘은 타일러 카터와의 미국 투어에서 오프닝 공연 기회를 얻었다. 그는 인터넷 포럼에서 유래한 "스윔스(Swims)"라는 예명을 사용했는데, 이는 "가끔 내가 아닌 누군가(Someone Who Isn't Me Sometimes)"의 약자로, 캐릭터로 공연하기 위한 방식이었다.
6월에 스윔스는 마이클 잭슨의 "Rock with You" 커버 공연을 유튜브에 처음 올렸고, 이후 루이스 카팔디, 크리스 스테이플턴, 에이미 와인하우스, H.E.R. 등 다양한 장르의 아티스트 커버를 계속 올렸다. 10월에 올린 샤니아 트웨인의 "You're Still the One" 커버 영상은 2024년 1월 기준으로 1억 6700만 조회수를 기록하며 그의 가장 많이 본 동영상이 되었다. 그의 영상은 빠르게 수백만 조회수를 기록했으며, 7월에 독립적으로 싱글 "Night Off"를 발매한 후, 12월에 워너 레코드와 음반 계약을 체결했다.

### 2020–2021: Unlearning EP
스윔스는 2020년 1월에 첫 메이저 레이블 싱글 "Picky"를 발표하고 같은 달에 첫 헤드라인 투어를 시작했다. 그는 다음 달에도 여러 커버곡을 발표했는데, 5월에 "Blinding Lights", 6월에 "What's Going On"(수익은 NAACP Legal Defense and Educational Fund에 기부), 그리고 7월에 "You're Still the One"(이전에 유튜브에 게시)을 발표했다. 스윔스는 8월에 다음 싱글 "Broke"를 발표했고, 10월에는 토머스 레트와 함께한 추가 버전을 발표했다.
2021년 2월, 스윔스는 싱글 "My Bad"를 발매했으며, 이 곡은 더 켈리 클락슨 쇼에서 공연되었고, 롤링 스톤 잡지에 의해 "알아야 할 아티스트"로 선정되었다. 3월에는 싱글 "Till I Change Your Mind"를 발매했고, 이어 4월에는 "Bed On Fire"를 발매했는데, 이 곡은 레이트 쇼 위드 스티븐 콜베어에서 공연되었고 나중에 잉그리드 안드레스와의 협업으로 재발매되었다. 5월에는 스윔스의 데뷔 7트랙 EP Unlearning을 발매했으며, 여름에는 잭 브라운 밴드를 지원하는 투어를 진행했다.

### 2021–2022: Tough Love EP
2021년 8월, 스윔스는 싱글 "Simple Things"를 발매했고, 9월에는 더 레이트 레이트 쇼 위드 제임스 코든에서, 11월에는 투데이에서 이 곡을 공연했다.
"911" 싱글을 발표한 후, 스윔스는 2022년 1월에 6곡이 수록된 EP Tough Love를 발매했다. 그는 1월에 세스 마이어스 심야 토크쇼에서 "Love for a Minute"을, 2월에 엘런 드제너러스 쇼에서 "911"을 공연했다. 스윔스는 2월부터 시작된 3개월간의 유럽 및 북미 헤드라인 투어와 5월과 6월의 영국 및 본토 유럽 투어로 EP를 지원했다. 그는 메간 트레이너와 "Bad for Me"에서 협업했는데, 이 곡은 6월 24일 그녀의 앨범 Takin' It Back의 리드 싱글로 발매되었다. 스윔스와 트레이너는 6월 지미 키멀 라이브!와 8월 더 레이트 레이트 쇼 위드 제임스 코든에서 이 곡을 공연했다. 스윔스는 또한 미첼 텐페니, 일레니움, MK & BURNS, 그리고 텔리카스트(Telykast)와의 싱글에서도 협업했다.
5월에 짧은 공연 클립을 발표한 후, 스윔스는 8월에 저니의 "Don't Stop Believin'" 커버곡을 발표했다. 그는 아메리카 갓 탤런트에서 시즌 14 우승자인 코디 리와 저니의 기타리스트 닐 숀과 함께 이 곡을 공연했다. 9월에 스윔스는 7주간의 미국 헤드라인 투어를 시작했다.

### 2022–현재: I've Tried Everything but Therapy
싱글 "Dose", "2 Moods", "Someone Who Loved You", "Devil in a Dress"를 발매한 후, 스윔스는 2022년 11월 4일에 EP Sleep Is Exhausting을 발매했다. 그는 2023년 6월 싱글 "Lose Control" 발매로 빌보드 핫 100에 처음 이름을 올렸다. 이 싱글은 그의 2023년 데뷔 앨범인 I've Tried Everything but Therapy (Part 1)에 수록된 곡이다.
2023년에 스윔스는 아르민 판 뷔런 & 마토마, 엑스 앰배서더스, 매런 모리스, 메간 트레이너, 그리고 엘리 두헤와 협업했다. 3월에는 I've Tried Everything but Therapy 국제 헤드라인 투어를 발표했으며, 여기에는 7월과 8월에 영국, 아일랜드, 오스트레일리아, 독일, 네덜란드, 뉴질랜드에서의 공연이 포함되었다. 그는 같은 해 보틀락, 밤부즐, 보스턴 콜링, TRNSMT, 그리고 라티튜드 음악 페스티벌에서도 공연했다. 테디는 또한 록 밴드 그레타 반 플릿의 새 앨범 Starcatcher 투어에서 오프닝 공연을 맡았다.
2023년 12월 6일, 스윔스는 Together for a Better Day 콘서트를 위해 아비치 아레나에서 공연했다. 이 콘서트는 정신 건강 인식을 증진하고 스웨덴 DJ 아비치를 기리기 위해 팀 베르글링 재단의 후원을 받았다. 콘서트에서 스윔스는 자신의 곡 "Lose Control"과 아비치가 프로듀싱한 콜드플레이의 "A Sky Full of Stars"를 공연했다.

## 개인 생활
2025년 1월 8일, 스윔스와 그의 여자친구 라이히 라이트(Raiche Wright)는 첫 아이를 가졌다고 발표했다.

## 디스코그래피

### 스튜디오 앨범
- I've Tried Everything but Therapy (Part 1) (2023)
- I've Tried Everything but Therapy (Part 2) (2025)
- I've Tried Everything but Therapy (Complete Edition) (2025)

## 투어

### 헤드라인
- Tough Love World Tour (2022)[39]
- US Fall Tour (2022)[40]
- Summer International Tour (2023)[41]
- I've Tried Everything but Therapy (2023–2025)[42][43]

### 서포팅 액트
- 잭 브라운 (2021)[18]
- 그레타 반 플릿의 Starcatcher 투어 (2023)[44]

## 수상 및 후보
| 연도 | 시상식                        | 부문                            | 작품                                       | 결과 | Ref.          |
| ---- | ----------------------------- | ------------------------------- | ------------------------------------------ | ---- | ------------- |
| 2024 | MTV 비디오 뮤직 어워드        | 올해의 노래                     | "Lose Control"                             | 후보 | [ 45 ]        |
| 2024 | MTV 비디오 뮤직 어워드        | 최고의 신인 아티스트            | 본인                                       | 후보 | [ 45 ]        |
| 2024 | MTV 비디오 뮤직 어워드        | 올해의 푸시 퍼포먼스            | 본인                                       | 후보 | [ 45 ]        |
| 2024 | MTV 비디오 뮤직 어워드        | 최고의 얼터너티브               | "Lose Control" (Live)                      | 후보 | [ 45 ]        |
| 2024 | MTV 유럽 뮤직 어워드          | 최고의 신인                     | 본인                                       | 후보 | [ 46 ] [ 47 ] |
| 2024 | MTV 유럽 뮤직 어워드          | 최고의 푸시                     | 본인                                       | 후보 | [ 46 ] [ 47 ] |
| 2024 | 니켈로디언 키즈 초이스 어워드 | 좋아하는 브레이크아웃 아티스트  | 본인                                       | 후보 | [ 48 ]        |
| 2024 | NRJ 뮤직 어워드               | 올해의 국제 계시                | 본인                                       | 후보 | [ 49 ] [ 50 ] |
| 2024 | NRJ 뮤직 어워드               | 올해의 국제 히트곡              | "Lose Control"                             | 후보 | [ 49 ] [ 50 ] |
| 2024 | NRJ 뮤직 어워드               | 프랑스 라디오 최다 방송         | "Lose Control"                             | 수상 | [ 49 ] [ 50 ] |
| 2024 | 로스 40 뮤직 어워드           | 최고의 국제 노래                | "Lose Control"                             | 후보 | [ 51 ] [ 52 ] |
| 2024 | 로스 40 뮤직 어워드           | 최고의 국제 앨범                | I've Tried Everything but Therapy (Part 1) | 수상 | [ 51 ] [ 52 ] |
| 2024 | 로스 40 뮤직 어워드           | 최고의 국제 아티스트            | 본인                                       | 수상 | [ 51 ] [ 52 ] |
| 2024 | 로스 40 뮤직 어워드           | 최고의 국제 라이브 아티스트     | 본인                                       | 후보 | [ 51 ] [ 52 ] |
| 2024 | 빌보드 뮤직 어워드            | 탑 신인 아티스트                | 본인                                       | 후보 | [ 53 ] [ 54 ] |
| 2024 | 빌보드 뮤직 어워드            | 탑 송 세일즈 아티스트           | 본인                                       | 후보 | [ 53 ] [ 54 ] |
| 2024 | 빌보드 뮤직 어워드            | 탑 핫 100 송                    | "Lose Control"                             | 수상 | [ 53 ] [ 54 ] |
| 2024 | 빌보드 뮤직 어워드            | 탑 스트리밍 송                  | "Lose Control"                             | 후보 | [ 53 ] [ 54 ] |
| 2024 | 빌보드 뮤직 어워드            | 탑 라디오 송                    | "Lose Control"                             | 수상 | [ 53 ] [ 54 ] |
| 2024 | 빌보드 뮤직 어워드            | 탑 셀링 송                      | "Lose Control"                             | 후보 | [ 53 ] [ 54 ] |
| 2024 | 빌보드 뮤직 어워드            | 탑 빌보드 글로벌 200 송         | "Lose Control"                             | 후보 | [ 53 ] [ 54 ] |
| 2024 | 빌보드 뮤직 어워드            | 탑 빌보드 글로벌 (미국 제외) 송 | "Lose Control"                             | 후보 | [ 53 ] [ 54 ] |
| 2025 | 그래미 어워드                 | 최우수 신인 아티스트            | 본인                                       | 후보 | [ 55 ] [ 56 ] |
| 2025 | 브릿 어워드                   | 올해의 국제 노래                | "Lose Control"                             | 후보 | [ 57 ] [ 58 ] |
| 2025 | 아메리칸 뮤직 어워드          | 올해의 노래                     | "Lose Control"                             | 후보 | [ 59 ] [ 60 ] |
| 2025 | 아메리칸 뮤직 어워드          | 좋아하는 팝 노래                | "Lose Control"                             | 후보 | [ 59 ] [ 60 ] |
| 2025 | 아메리칸 뮤직 어워드          | 올해의 신인 아티스트            | 본인                                       | 후보 | [ 59 ] [ 60 ] |
| 2025 | 아메리칸 뮤직 어워드          | 좋아하는 팝/록 남자 아티스트    | 본인                                       | 후보 | [ 59 ] [ 60 ] |
| 2025 | 스위스 음악 어워드            | 최고의 국제 브레이킹 아티스트   | 본인                                       | 후보 | [ 61 ] [ 62 ] |
| 2025 | 스위스 음악 어워드            | 최고의 국제 히트곡              | "Lose Control"                             | 후보 | [ 61 ] [ 62 ] |